# Caridina loehae
Caridina loehae е вид десетоного от семейство Atyidae. Видът е застрашен от изчезване.

## Разпространение и местообитание
Разпространен е в Индонезия (Сулавеси).
Обитава сладководни басейни и реки.